# Bobby Tally
Bobby Alexander Tally White (Morales; 24 de septiembre de 1951) es un exfutbolista guatemalteco que jugó como delantero. Fue entrenador del Tally Juca, Deportivo Mictlán, Deportivo Uzumatlán, CSD Sololá, Deportivo Rabinal, entre la Primera y Segunda División de Guatemala.

## Trayectoria
En 1967 debutó con el Tipografía Nacional, siguiendo en Guatemala pasó a los equipos de FEGUA, JUCA, Cementos Novella, Juventud Retalteca, Universidad de San Carlos y Municipal, club donde se retiró en 1986. Fuera de su país jugó con el Luis Ángel Firpo y FAS de El Salvador, y en Honduras con el Victoria.

## Selección nacional
Anotó con la selección de Guatemala el gol del empate ante Honduras en el Campeonato de Naciones de la Concacaf de Haití 1973, torneo también clasificatorio al Mundial de Alemania Federal 1974.

### Participaciones en Campeonatos Concacaf
| Copa                                       | Sede  | Resultado     | Part. | Goles |
| ------------------------------------------ | ----- | ------------- | ----- | ----- |
| Campeonato de Naciones de la Concacaf 1973 | Haití | Quinto puesto | 1     | 1     |